# Mistrzostwa Świata w Zapasach 1991
39. Mistrzostwa Świata w Zapasach 1991; mężczyźni rywalizowali w mieście Warna (Bułgaria), a kobiety w mieście Tokio (Japonia).

## Tabela medalowa
| Lp. | Państwo           |   |   |   | Razem |
| --- | ----------------- | - | - | - | ----- |
| 1   | ZSRR              | 9 | 2 | 6 | 17    |
| 2   | Stany Zjednoczone | 3 | 7 | 0 | 10    |
| 3   | Japonia           | 3 | 2 | 2 | 7     |
| 4   | Chiny             | 3 | 1 | 0 | 4     |
| 5   | Niemcy            | 3 | 0 | 1 | 4     |
| 6   | Francja           | 2 | 1 | 3 | 6     |
| 7   | Kuba              | 2 | 1 | 2 | 5     |
| 8   | Iran              | 1 | 1 | 1 | 3     |
|     | Korea Południowa  | 1 | 1 | 1 | 3     |
| 10  | Wenezuela         | 1 | 0 | 2 | 3     |
| 11  | Węgry             | 1 | 0 | 1 | 2     |
| 12  | Bułgaria          | 0 | 2 | 3 | 5     |
|     | Norwegia          | 0 | 2 | 3 | 5     |
| 14  | Czechosłowacja    | 0 | 2 | 0 | 2     |
|     | Szwecja           | 0 | 2 | 0 | 2     |
| 16  | Kanada            | 0 | 1 | 1 | 2     |
|     | Turcja            | 0 | 1 | 1 | 2     |
| 18  | Grecja            | 0 | 1 | 0 | 1     |
|     | Włochy            | 0 | 1 | 0 | 1     |
|     | Korea Północna    | 0 | 1 | 0 | 1     |
| 21  | Finlandia         | 0 | 0 | 1 | 1     |
|     | Jugosławia        | 0 | 0 | 1 | 1     |

## Medale

### Mężczyźni

#### Styl wolny
| Konkurencja |                      |                    |                   |
| ----------- | -------------------- | ------------------ | ----------------- |
| 48 kg       | Wugar Orudżow        | Kim Il-ong         | Kim Jong-sin      |
| 52 kg       | Zeke Jones           | Walentin Jordanow  | Władimir Toguzow  |
| 57 kg       | Siarhiej Smal        | Brad Penrith       | Owejs Mallahi     |
| 62 kg       | John Smith           | Giovanni Schillaci | Gadży Raszydow    |
| 68 kg       | Arsen Fadzajew       | Chris Wilson       | Walentin Gecow    |
| 74 kg       | Amir Reza Chadem     | Kenny Monday       | Nasir Gadżihanow  |
| 82 kg       | Kevin Jackson        | Jozef Lohyňa       | Sebahattin Öztürk |
| 90 kg       | Macharbiek Chadarcew | Iraklis Deskulidis | Roberto Limonta   |
| 100 kg      | Leri Chabiełow       | Mark Coleman       | Heiko Balz        |
| 130 kg      | Andreas Schröder     | Giennadij Żylcow   | Jeff Thue         |

#### Styl klasyczny
| Konkurencja |                       |                      |                           |
| ----------- | --------------------- | -------------------- | ------------------------- |
| 48 kg       | Gwon Deog-yong        | Madżid Reza Simchah  | Siergiej Suworow          |
| 52 kg       | Raul Martinez         | Shawn Sheldon        | Jon Rønningen             |
| 57 kg       | Rıfat Yıldız          | Aleksandr Ignatienko | András Sike               |
| 62 kg       | Siergiej Martynow     | Mehmet Akif Pirim    | Juan Luis Marén           |
| 68 kg       | Isłam Duguczijew      | Marthin Kornbakk     | Stojan Stojanow           |
| 74 kg       | Mynacakan Iskandarian | Jaroslav Zeman       | Yvon Riemer               |
| 82 kg       | Péter Farkas          | Todor Angełow        | Goran Kasum               |
| 90 kg       | Maik Bullmann         | Reynaldo Peña        | Harri Koskela             |
| 100 kg      | Héctor Milián         | Jörgen Olsson        | Siarhiej Dziemiaszkiewicz |
| 130 kg      | Aleksandr Karielin    | Matt Ghaffari        | Rangeł Gerowski           |

### Kobiety

#### Styl wolny
| Konkurencja |                  |                  |                  |
| ----------- | ---------------- | ---------------- | ---------------- |
| 44 kg       | Zhong Xiu’e      | Marie Ziegler    | Shōko Yoshimura  |
| 47 kg       | Miyū Yamamoto    | Pan Yanping      | Elisabeth Garcia |
| 50 kg       | Martine Poupon   | Shannon Williams | Youko Higashi    |
| 53 kg       | Zhang Xia        | Yoshiko Endo     | Wendy Izaguirre  |
| 57 kg       | Olga Lugo        | Gudrun Høie      | Karine Roy       |
| 61 kg       | Brigitte Siffert | Kimie Hoshikawa  | Line Johansen    |
| 65 kg       | Akiko Iijima     | Ine Barlie       | Sylvie Thomé     |
| 70 kg       | Yayoi Urano      | Emmanuelle Blind | Mirna Martínez   |
| 75 kg       | Liu Dongfeng     | Jeun Kyung-ran   | Ludmiła Golikowa |